# American Sniper (libro)
American Sniper è una biografia memorialistica del militare statunitense Chris Kyle, tiratore scelto dei Navy SEALs. Il libro è stato scritto in collaborazione con Scott McEwen e Jim DeFelice.
Il libro è stato pubblicato dalla William Morrow and Company il 2 gennaio 2012. È apparso sulla lista della New York Times Best Seller per 37 settimane.
Il testo ha venduto oltre 1,2 milioni di copie in tutti i formati (cartaceo ed ebook), tra cui 700 000 copie solo nel 2015, diventando quindi uno dei libri più venduti nel 2015. E arrivato in cima tutte le principali liste dei best-seller, tra cui il già citato The New York Times, Publishers Weekly, e USA Today. Inoltre è arrivato alla seconda posizione su Amazon. Nel 2014 è uscito l'adattamento cinematografico American Sniper con Bradley Cooper nel ruolo di Kyle, diretto da Clint Eastwood.

## Trama
Il libro racconta di quando Kyle viene inviato in missione in Iraq per proteggere i suoi commilitoni. Kyle diviene ben presto una leggenda tra i cecchini delle Forze Armate statunitensi, ribattezzato Al-Shaiṭān ("il Diavolo") dalle milizie irachene che avevano messo una taglia sulla sua testa. Fu vittima di numerosi attacchi da parte degli IED (ordigni esplosivi improvvisati), uscendone ogni volta ferito lievemente o addirittura illeso.

## Controversie e denunce
Nel mese di luglio 2014, il capitolo "Punching Out Scruff Face" è stato rimosso dalle successive edizioni del libro, dopo un processo di tre settimane nella U.S. Federal Court dove la giuria ritenne che l'autore, Chris Kyle, aveva diffamato l'attore Jesse Ventura. La giuria ordinò 500000 $ per diffamazione e altri 1345477 $.
Nel mese di dicembre 2014, degli avvocati di Ventura tentarono una causa separata contro HarperCollins, la società madre della casa editrice, per non aver controllato l'esattezza della storia.
Fonti secondarie affermarono che la famiglia di Kyle sostenne di aver donato tutto il denaro derivato dal libro al Veterans' Charity, ma in realtà la famiglia tenne per sé la maggior parte dei profitti. La National Review affermò invece che tutti i proventi del suo libro andarono al Veterans' Charity. Secondo i rapporti, circa il 2 per cento (52000 $) andarono alle associazioni di beneficenza, mentre la famiglia di Kyle prese 3 milioni di dollari.

## Adattamenti cinematografici
Sulle memorie di Kyle fu girato anche un film di enorme successo, dall'omonimo titolo diretto da Clint Eastwood e uscito l'11 novembre 2014.

## Edizione italiana
- Chris Kyle, Jim De Felice e Scott McEwen, American Sniper. Autobiografia del cecchino più letale della storia americana, traduzione di Sara Crimi, Laura Tasso e Giovanni Zucca, Ingrandimenti, Milano, Mondadori, 2014, ISBN 978-88-04-65065-2.